# Estação Federico Lacroze (Metro de Buenos Aires)
A Estação Federico Lacroze é uma das estações do Metro de Buenos Aires, situada em Buenos Aires, entre a Estação Dorrego e a Estação Tronador - Villa Ortúzar. Faz parte da Linha B.
Foi inaugurada em 17 de outubro de 1930. Localiza-se no cruzamento da Avenida Corrientes com a Avenida Federico Lacroze. Atende o bairro de Chacarita.
Localiza-se nas proximidades do cemitério homônimo. Foi uma das estações terminais da linha B entre sua inauguração, em 17 de outubro de 1930, e a inauguração da extensão a Los Incas em 9 de agosto de 2003. Pode-se realizar combinação com a terminal do Ferrocarril General Urquiza, do mesmo nome que a estação de metropolitano e operada também pelo concessionário Metrovías.

## Decoração
A estação possui em sua plataforma sul o mural El desatino de Gustavo Grünig, realizado em 1991, e um de 2000 sem título, obra de Emma Gargiulo.